# Ядрена, химична и биологична защита
ЯХБЗ е абревиатура от „Ядрена, химична и биологична защита“. Съкращението се използва във военната наука и означава комплекс от мерки и мероприятия за предпазване на войските, населението и народното стопанство от поражение с ядрено, химическо и биологично оръжие (ЯХБО).

Предишното название на тази военна дисциплина в България беше ЗОМП - „Защита от оръжия за масово поразяване“. 

## Основни направления в ЯХБЗ

### Предпазни мерки
Предпазните мерки целят недопускане на поражение на войските, населението и народното стопанство от ЯХБО. Като превантивни се означават следните дейности:

### Контрамерки
Контрамерките целят намаляване на щетите сред войските, населението и народното стопанство, от използваните от противника ЯХБО.

#### Контрамерки за защита на техниката и територията

##### Дезактивация
Дезактивацията обхваща всички мероприятия за намаляване на степента на радиоактивно заразяване на техниката и територията

##### Дегазация
Дегазацията обхваща всички мероприятия за инактивиране на използваните от противника бойни отровни вещества (БОВ).

##### Дезинфекция
Дезинфекцията обхваща всички мероприятия за унищожаване на използваните от противника болестотворни микроорганизми. От съществено значение за предотвратяване и ограничаване на заразните болести е да се унищожат не само техните причинители, но и техните преносители. За тази цел се прилагат т.нар. ДДД-мероприятия.